# Zawciąg

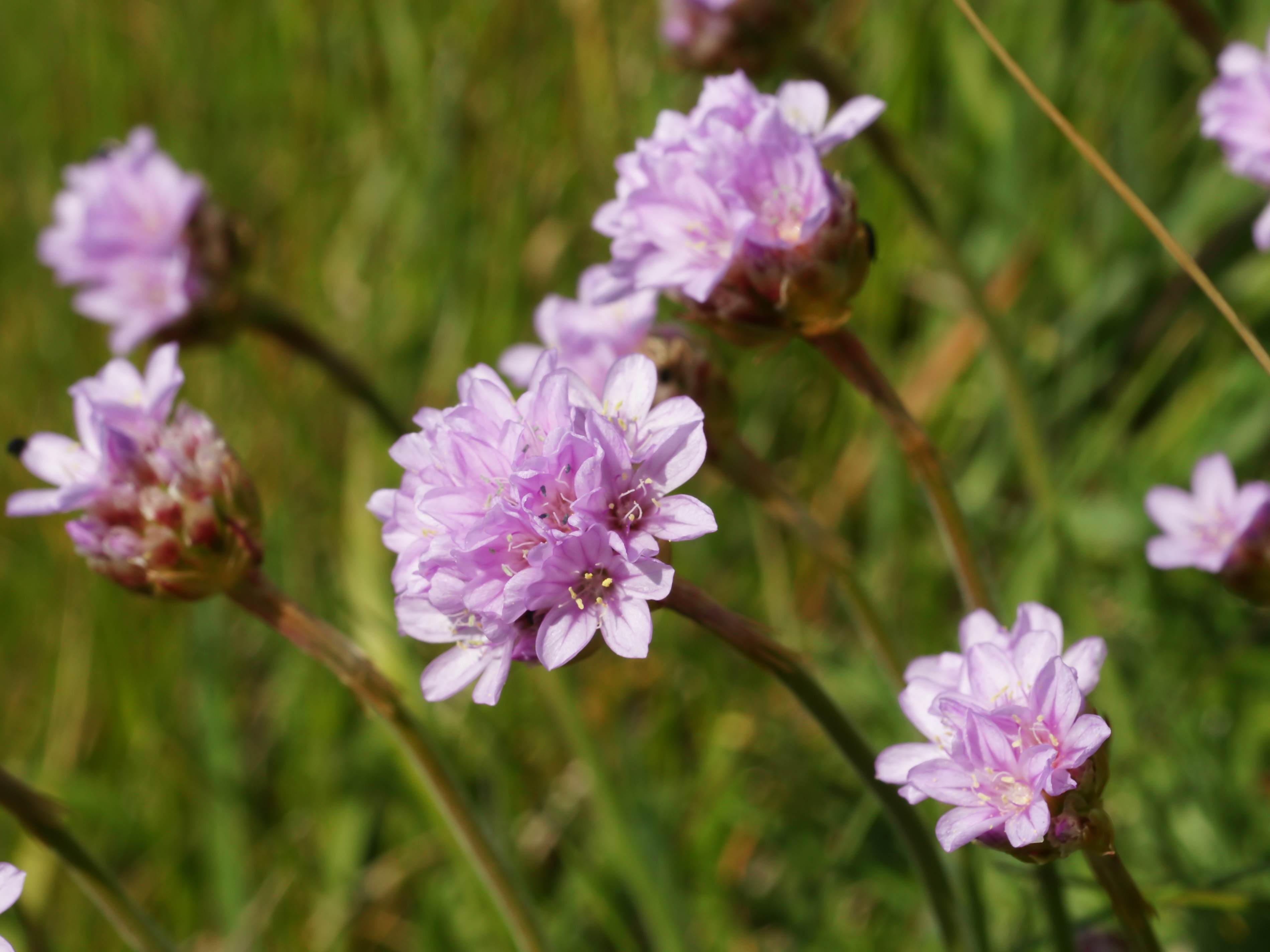
Kwiatostany zawciągu pospolitego

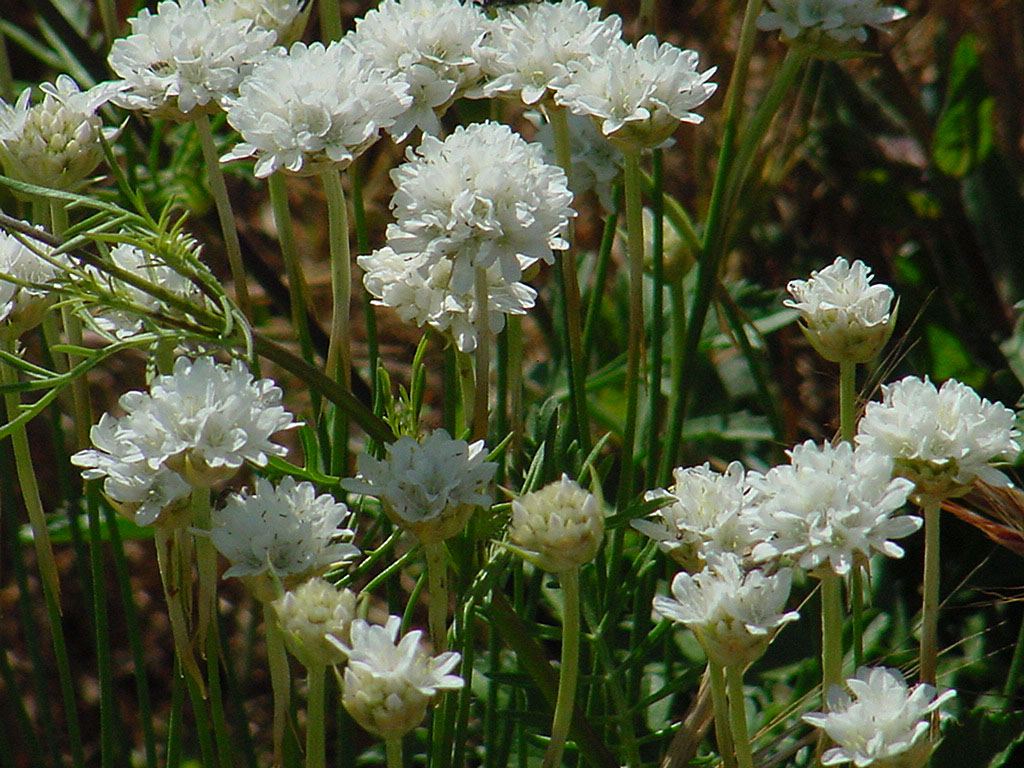
Zawciąg piaskowy

Zawciąg (Armeria Willd.) – rodzaj roślin z rodziny ołownicowatych. Wyróżnia się od 50 do ok. 100 gatunków występujących na półkuli północnej oraz w Ameryce Południowej, z centrum zróżnicowania w południowej Europie (na samym tylko Półwyspie Iberyjskim stwierdzono 54 gatunki). W Polsce rośnie dziko tylko jeden gatunek – zawciąg pospolity (Armeria maritima). Liczba wyróżnianych gatunków zależy od ich definiowania przez autorów klasyfikacji i wynika z dużych problemów taksonomicznych w obrębie rodzaju. Rośliny te rosną najczęściej na terenach skalistych i w formacjach trawiastych w pasie wybrzeży oraz w górach. Niektóre gatunki bywają uprawiane jako ozdobne w ogrodach. 

## Morfologia

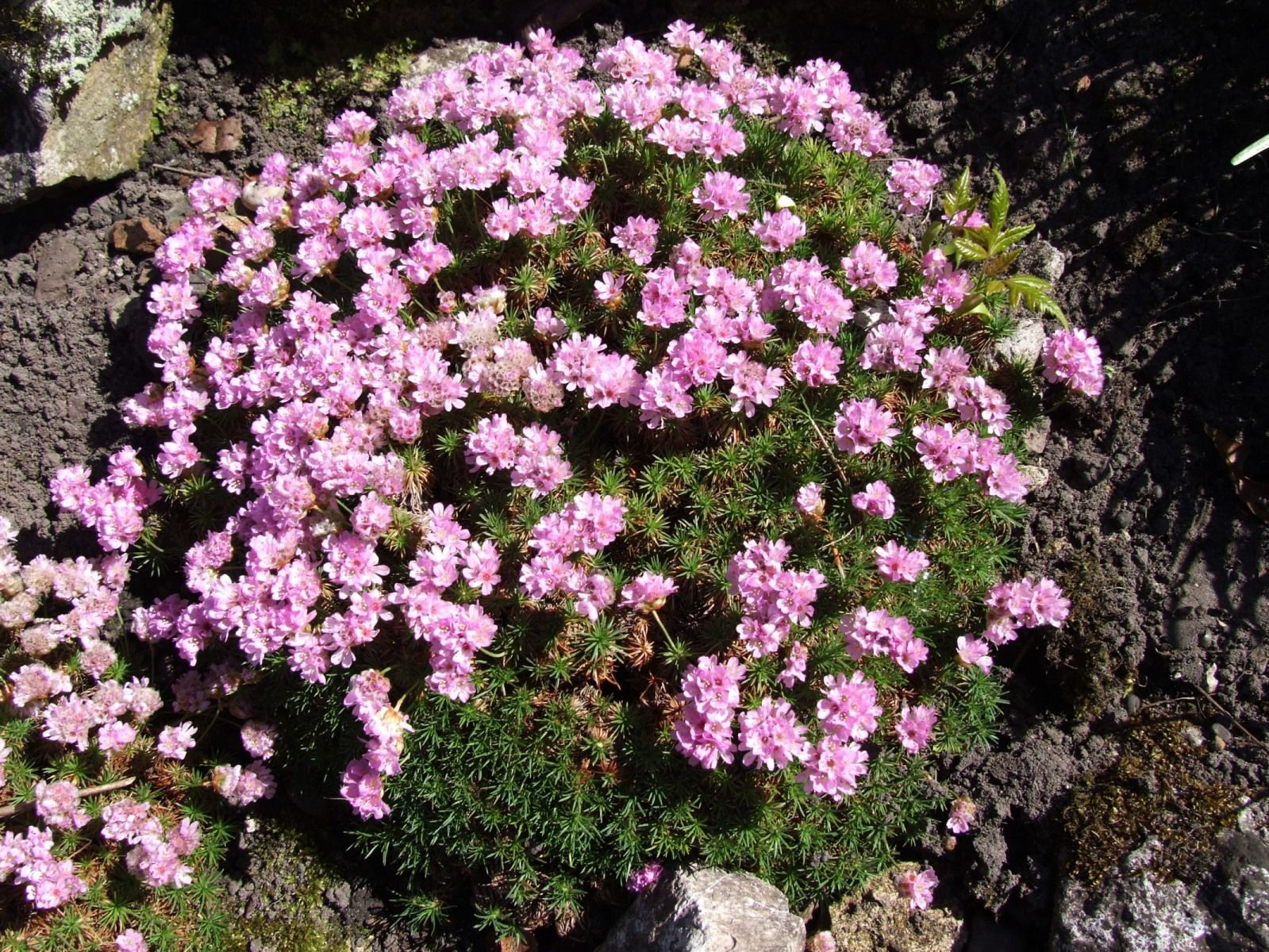
Zawciąg jałowcolistny

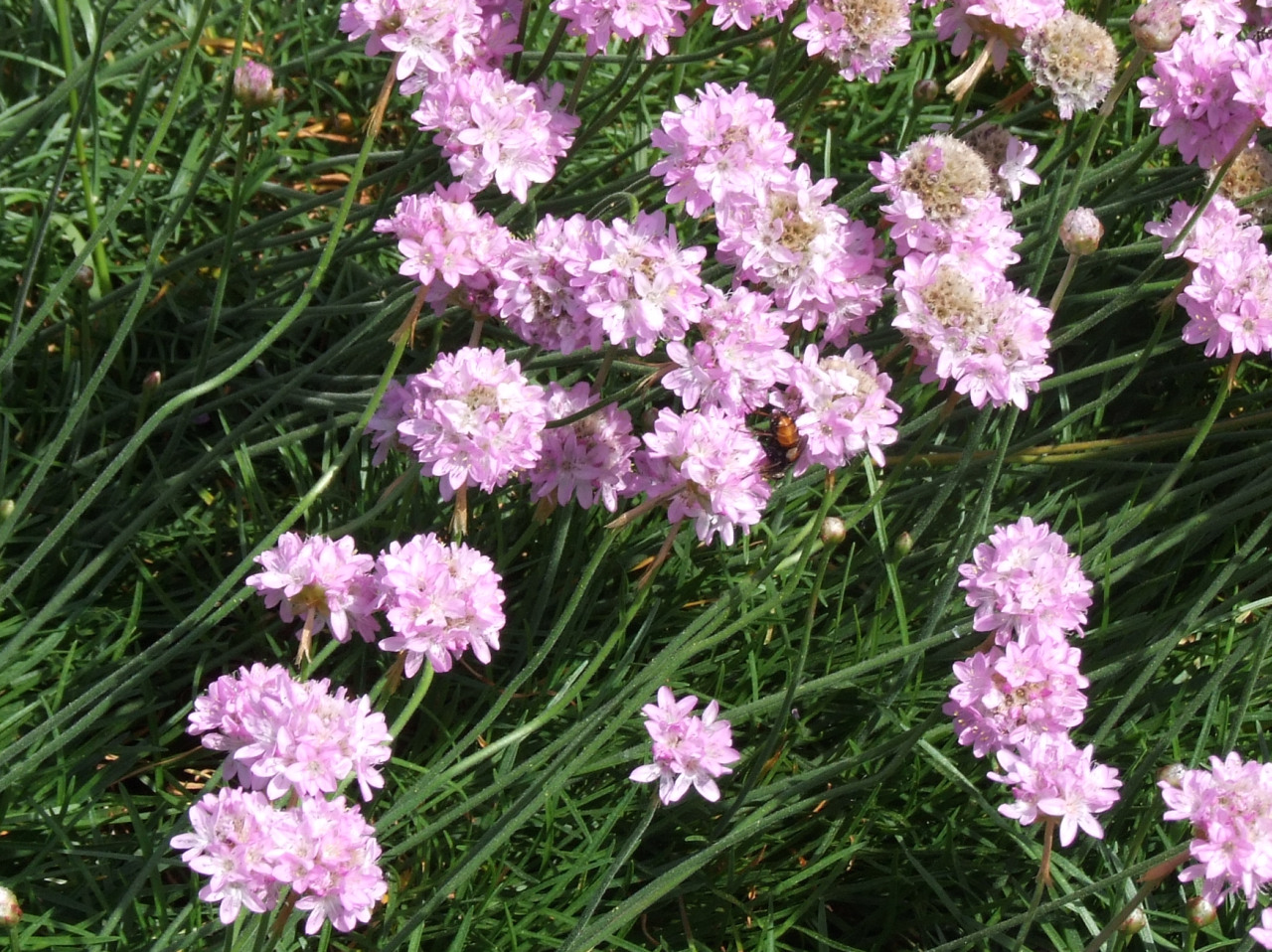
Zawciąg szerokolistny

PokrójByliny darniowe lub drobne krzewinki szpalerowe. Nie posiadają ulistnionej, wzniesionej łodygi, lecz bezlistny głąbik. Pod ziemią znajduje się silny korzeń palowy i rozgałęzione, drewniejące kłącze.
LiściePojedyncze, całobrzegie, równowąskie lub równowąsko-lancetowate, u nasady zwężone, zebrane w rozety przyziemne. Zwykle miękkie.
KwiatyNiewielkie (do 1 cm średnicy), zebrane w główkowate kwiatostany, umieszczone na szczycie głąbika. Półkoliste główki zawierają ścieśnione wierzchotki kwiatów otoczone łuskowatymi przysadkami. Poszczególne kwiaty są bezszypułkowe lub wyrastają na krótkich szypułkach. Kielich zrosłodziałkowy, jest dzwonkowaty, z 10 żebrami, omszony dookoła lub przynajmniej na żebrach, rzadko nagi. Pięć płatków korony jest nieznacznie zrośniętych u nasady. Mają kolor od białego po ciemnopurpurowy. Pręcików jest 5, wyrastających u nasady płatków. Szyjek słupka 5, wolnych, zakończonych równowąskim znamieniem, brodawkowatym lub gładkim.
OwoceSuche, jednonasienne, zamknięte w trwałym kielichu, otwierają się przy nasadzie.

## Systematyka
Synonimy taksonomiczne
Polyanthemum Medik., Statice L.
Pozycja systematyczna według Angiosperm Phylogeny Website (aktualizowany system APG IV z 2016)
Należy do rodziny ołownicowatych (Plumbaginaceae), rzędu goździkowców (Caryophyllales) w obrębie dwuliściennych właściwych. W obrębie ołownicowatych należy do podrodziny Staticoideae plemienia Staticeae.
Pozycja w systemie Reveala (1993-1999)
Gromada okrytonasienne (Magnoliophyta Cronquist), podgromada Magnoliophytina Frohne & U. Jensen ex Reveal, klasa Rosopsida Batsch, podklasa goździkowe (Caryophyllidae Takht.), nadrząd Plumbaginanae Takht. ex Reveal, rząd ołownicowce (Plumbaginales Lindl.), rodzina ołownicowate (Plumbaginaceae Juss.), plemię  Armerieae Dumort., rodzaj zawciąg (Armeria Willd.).
Wykaz gatunków
- Armeria alboi (Bernis) Nieto Fel.
- Armeria alliacea (Cav.) Hoffmanns. & Link – zawciąg czosnkowaty
- Armeria alpina (DC.) Willd. – zawciąg alpejski
- Armeria alpinifolia Pau & Font Quer
- Armeria apollinaris Sennen & Mauricio
- Armeria arcuata Welw. ex Boiss. & Reut.
- Armeria arenaria (Pers.) F.Dietr. – zawciąg piaskowy
- Armeria aspromontana Brullo, Scelsi & Sampinato
- Armeria atlantica Pomel
- Armeria beirana Franco
- Armeria belgenciensis Donad. ex Kerguélen
- Armeria berlengensis Daveau
- Armeria bigerrensis (Vicioso & Beltrán) Pau ex Rivas Mart.
- Armeria bourgaei Boiss. ex Merino
- Armeria brutia Brullo, Gangale & Uzunov
- Armeria caballeroi (Bernis) Donad.
- Armeria caespitosa (Ortega) Boiss. – zawciąg jałowcolistny
- Armeria canescens (Host) Boiss. – zawciąg bałkański
- Armeria cantabrica Boiss. & Reut. ex Willk. & Lange – zawciąg kantabryjski
- Armeria capitella Pau
- Armeria cariensis Boiss.
- Armeria × carnotana Blanco-Dios
- Armeria castellana Boiss. & Reut. ex Leresche
- Armeria castrovalnerana Alejandre, Barredo & M.J.Escal.
- Armeria castroviejoi Nieto Fel.
- Armeria choulettiana Pomel
- Armeria ciliata (Lange) Nieto Fel.
- Armeria × cintrana Taul.Gomes
- Armeria colorata Pau
- Armeria curvifolia Bertero
- Armeria denticulata (Bertol.) DC.
- Armeria duriaei Boiss.
- Armeria ebracteata Pomel
- Armeria eriophylla Willk.
- Armeria euscadiensis Donad. & Vivant
- Armeria filicaulis (Boiss.) Boiss.
- Armeria fontqueri Pau
- Armeria gaditana Boiss.
- Armeria genesiana Nieto Fel.
- Armeria girardii (Bernis) Litard. – zawciąg sitowaty
- Armeria godayana Font Quer
- Armeria grajoana Casim.-Sor.Solanas & Cabezudo
- Armeria helodes F.Martini & Poldini
- Armeria hirta Willd.
- Armeria hispalensis Pau
- Armeria humilis (Link) Schult.
- Armeria icarica Edm.
- Armeria johnsenii Papan. & Kokkini
- Armeria langei Boiss.
- Armeria leonis Sennen
- Armeria leucocephala Salzm. ex W.D.J.Koch
- Armeria linkiana Nieto Fel.
- Armeria macrophylla Boiss. & Reut.
- Armeria macropoda Boiss.
- Armeria maderensis Lowe
- Armeria majellensis Boiss.
- Armeria malacitana Nieto Fel.
- Armeria malinvaudii H.J.Coste & Soulié
- Armeria maritima (Mill.) Willd. – zawciąg pospolity
- Armeria masguindalii (Pau) Nieto Fel.
- Armeria mauritanica Wallr.
- Armeria merinoi (Bernis) Nieto Fel. & Silva Pando
- Armeria morisii Boiss.
- Armeria muelleri A.Huet
- Armeria multiceps Wallr.
- Armeria nebrodensis (Guss.) Boiss.
- Armeria neglecta Girard
- Armeria × nieto-felineri Rivas Mart. & al.
- Armeria pauana (Bernis) Nieto Fel.
- Armeria × pilariae Sánchez Gullón, Muñoz Rodr. & Polo Ávila
- Armeria pinifolia (Brot.) Hoffmanns. & Link
- Armeria pocutica Pawl.
- Armeria pseudarmeria (Murray) Mansf. – zawciąg szerokolistny, z. nibyzawciągowaty, z. pozorny
- Armeria pubigera (Desf.) Boiss.
- Armeria pubinervis Boiss.
- Armeria pungens (Brot.) Hoffmanns. & Link
- Armeria quichiotis (Gonz.Albo) A.W.Hill
- Armeria rhodopea Velen.
- Armeria rothmaleri Nieto Fel.
- Armeria rouyana Daveau
- Armeria rumelica Boiss.
- Armeria ruscinonensis Girard
- Armeria × salmantica (Bernis) Nieto Fel.
- Armeria sampaioi (Bernis) Nieto Fel.
- Armeria sancta Janka
- Armeria sardoa Spreng.
- Armeria saviana Selvi
- Armeria seticeps Rchb.
- Armeria simplex Pomel
- Armeria soleirolii (Duby) Godr.
- Armeria spinulosa Boiss.
- Armeria splendens (Lag. & Rodr.) Webb
- Armeria sulcitana Arrigoni
- Armeria tingitana Boiss. & Reut.
- Armeria trachyphylla Lange
- Armeria transmontana (Samp.) G.H.M.Lawr.
- Armeria trianoi Nieto Fel.
- Armeria trojana Bokhari & Quézel
- Armeria undulata (Bory & Chaub.) Boiss.
- Armeria vandasii Hayek
- Armeria velutina Welw. ex Boiss. & Reut.
- Armeria villosa Girard
- Armeria welwitschii Boiss. – zawciąg Welwitscha